# チキン・アンド・チップス

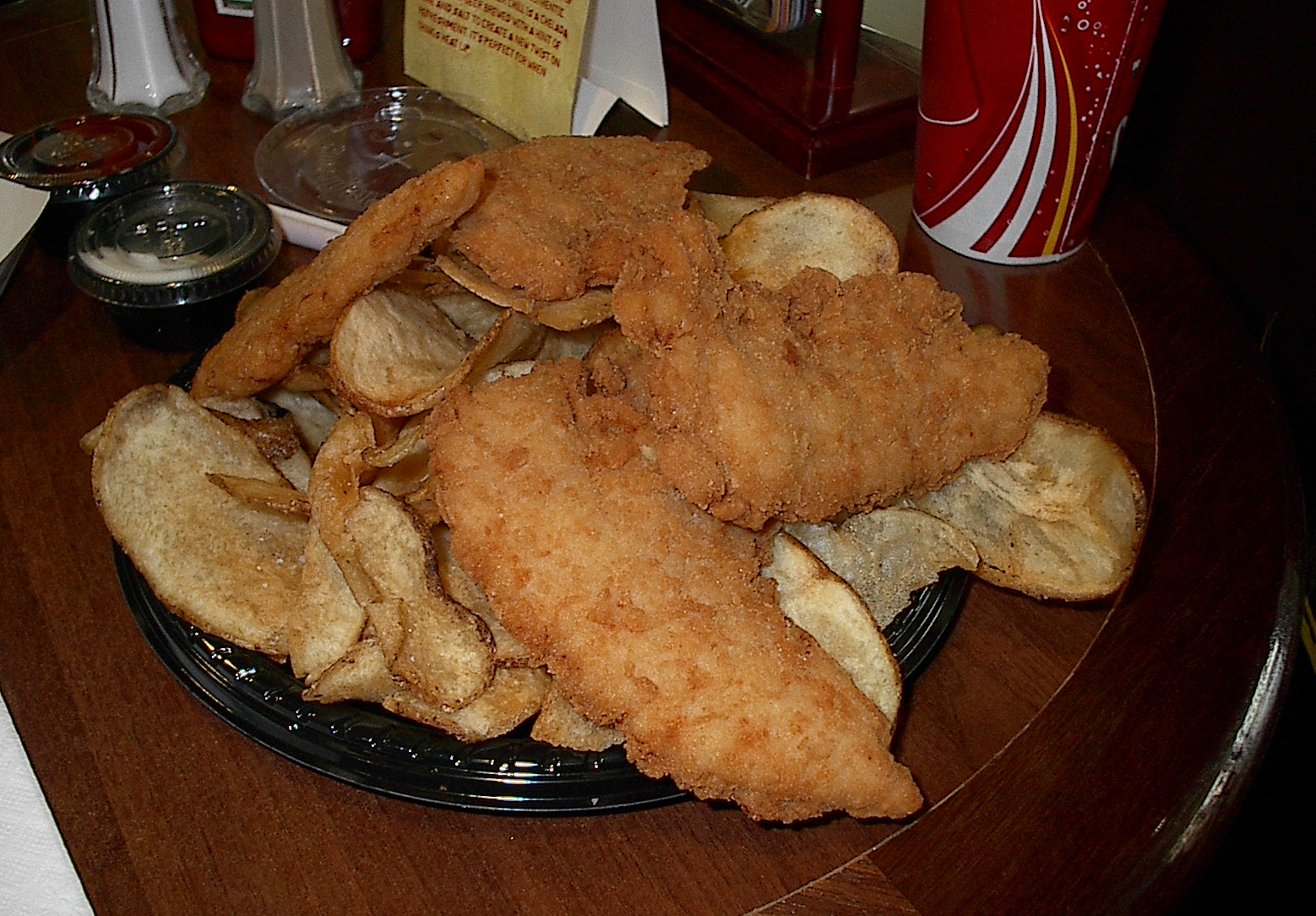
デトロイトメトロのアイリッシュパブで提供されたチキンアンドチップス

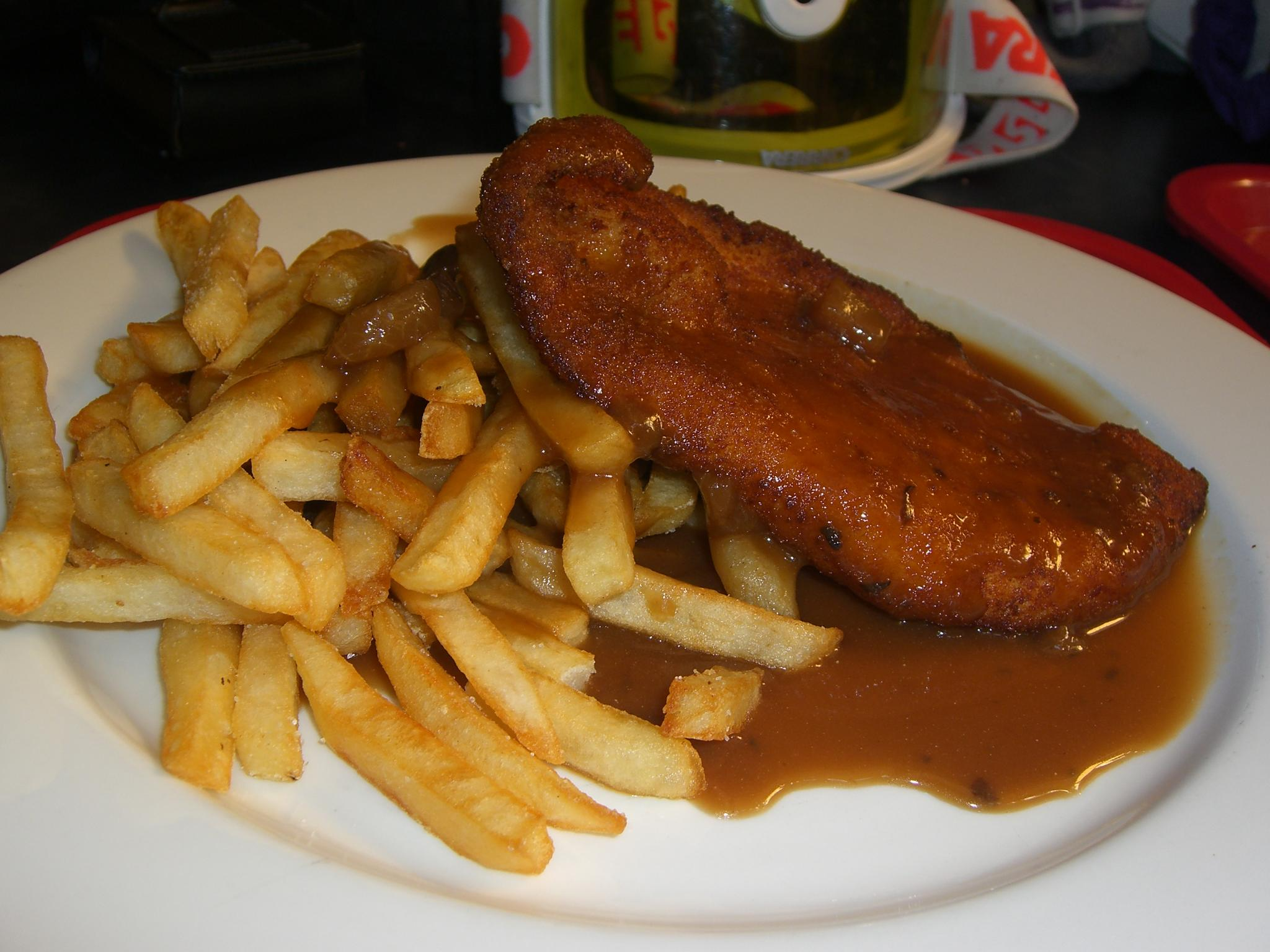
オーストラリアのコジオスコ国立公園にあるスレドボスキーリゾートのアルペンストゥーベルリバーインで、フライドチキンシュニッツェルとチップスにグレービーソースをかけたもの。

チキン・アンド・チップス（英語: Chicken and chips）は、イギリス、イギリス連邦及びアメリカ合衆国で主に食されている、フライドチキン、ローストチキンあるいはバーベキューチキンと、チップス（アメリカではフライドポテト）を組み合わせた料理。英米圏では、チキン・アンド・チップスは値段の割に満足感を得られるため人気がある。ロンドンなどの一部の都市においては、ほとんどの主要な繁華街に、ケバブやピザ、中華料理、インド料理などの持ち帰り専用店舗に混じって、少なくとも1軒か2軒のチキン・アンド・チップスの専門店がある。チキン・アンド・チップスに対する別称として、チキンフィンガー、チキンテンダー、チキンナゲット・アンド・フライなどがある。
チキン・アンド・チップスは通常、小さな段ボール箱に油紙を敷いて包装されている。また、塩やコショウが添えられていることもある。
2012年には、チキン・アンド・チップスが英国の消費者バスケットに追加され、インフレ率の計算に使われる品目に指定された 。